# Міхара (Коті)

Міха́ра (яп. 三原村, みはらむら, МФА: [mʲihaɾa muɾa]?) — село в Японії, в повіті Хата префектури Коті. Розташоване в південно-західній частині префектури.  Площа становить 85,35 км². Станом на 1 липня 2012 року населення складало 1629  осіб, густота населення — 19,1 осіб/км². Основою економіки є сільське господарство і рисівництво.  